# Steven King (Jockey)
Steven R. King (* Ende der 1960er Jahre in Victoria) ist ein ehemaliger australischer Jockey, der 1991 mit Let’s Elope den Melbourne Cup gewann.
King beendete 2016 seine Karriere, nachdem er 54 Sieger von Gruppe-1-Rennen geritten hatte.